# Скенк, Эдгар
Эдгар Крейг Скенк (англ. Edgar Craig Schenck; 6 декабря 1909, Хот-Спрингс, Северная Каролина — 16 ноября 1959, Стамбул) — американский искусствовед. Отец дирижёра Эндрю Скенка.
Сын священника. Окончил Принстонский университет (1934). Участвовал в археологических экспедициях во Франции, Италии, Сирии. В 1935—1947 гг. возглавлял Академию изящных искусств Гонолулу, затем в 1947—1949 гг. руководил художественным музеем Колледжа Смит. В 1949—1955 гг. директор Галереи Олбрайт-Нокс в Буффало; подготовил отдельное издание каталога «Экспрессионизм в американской живописи» (англ. Expressionism in American Painting; 1952), опубликовал также популярную брошюру «Что такое живопись?» (англ. What Is Painting?; 1953). После этого до конца жизни возглавлял Бруклинский музей. Некоторое время занимал должность секретаря Ассоциации директоров музеев США. Специализировался в области традиционного и классического искусства Дальнего Востока и Полинезии, публиковался в различных искусствоведческих изданиях США. Умер от инфаркта после двухмесячной поездки с лекциями по Индии, Пакистану и Турции.